# 二つの木
二つの木（ふたつのき、Two Trees of Valinor）、または二本の木（にほんのき）、テルペリオン (Telperion) とラウレリン (Laurelin) は、J・R・R・トールキンの中つ国を舞台とした小説、『シルマリルの物語』の登場する架空の植物。上古の時代にアマンを照らした銀の木と金の木である。これらはメルコールとウンゴリアントに破壊されたが、それぞれに生じた花と実から月と太陽が作られた。

## 創造と破壊
アルダの最初の光は巨大な灯火、北に置かれた銀色のイルルインと南に置かれた金色のオルマルだったが、これらはメルコールに破壊されてしまった。それ以後ヴァラールは中つ国を離れてアマンへ去り、その地でヤヴァンナは二つの木を生み出すために歌った。こうして生じたのが銀の木テルペリオンと金の木ラウレリンであるが、テルペリオンは雄木ラウレリンは雌木であった。これらの木はヴァリノールの都の外れにあるエゼルロハールの丘の上に生えた。ほかのヴァラールたちが見守る中、ヤヴァンナが歌いニエンナが涙を注いでこれを育んだ。
そして二つの木が新たな光となった。テルペリオンの光は銀色でラウレリンの光は金色だった。テルペリオンは裏は銀色で表は濃い緑の葉を、ラウレリンは金色に縁取られた明るい緑の葉をつけており、光を放つ花々から滴る雫にも光が含まれていた。ヴァルダは二つの木からこぼれ落ちる露を集めた。
二つの木は7時間毎に光の満ち欠けを繰り返した。それぞれの木が輝き始める1時間と輝き終える1時間が重なっていたため、1日の長さは12時間と定められた。ラウレリンが輝き始める「夜明け」（5時から6時にかけての1時間）とテルペリオンが輝き始める「夕暮れ」（11時から12時にかけての1時間）には金と銀の和らいだ光が混ざり合った。（下図参照）

新たな光が置かれ、アマンに喜びが満ちていた「二つの木の時代」は、その有様を妬んだメルコールによって終わりを迎える。彼は二つの木の破壊を企て、巨大な蜘蛛ウンゴリアント（後にシェロブの祖先となる）に協力するよう求めた。ウンゴリアントが編んだ闇の雲に隠れてメルコールは二つの木を襲い、飢えたウンゴリアントは木をむさぼった。しかし光と命は木々の内にまだ残っていた。
二つの木を甦らせようと、ヤヴァンナは歌いニエンナは涙を注いだが、テルペリオンは「月」になる花を、ラウレリンは「太陽」になる実をつけると枯れてしまった。男性のマイアのティリオンが月の、女性のマイアのアリエンが太陽の運行を司ることになるが、これは木の性別に由来している。そして『指輪物語』の中で太陽が「女性」月が「男性」と称されるゆえんでもある。

## テルペリオンから派生したもの
最初に中つ国からやってきたエルフたちはテルペリオンをとても愛した。そこでヤヴァンナはヴァンヤールとノルドールの住むティリオンの都に植えるためテルペリオンに似せた木を創った。この木はガラシリオンと名付けられたが、テルペリオンのように輝くことはなかった。この木から苗が殖えて、うち一つがテレリの住む島トル・エレッセアに植えられケレボルンと呼ばれた。
第二紀にはケレボルンの苗がヌーメノール人へ贈られた。これがヌーメノールの白の木ニムロスである。この木は諸王の時代に渡って長らえたが、サウロンが島を支配した時代にヌーメノールの最後の王アル＝ファラゾーンにより切り倒されてしまった。
幸い凶行が行われる前にイシルドゥアがこの木から実を一つ取り、これからゴンドールの白の木となる若木が生じたのである。

## ラウレリンから派生したもの
ラウレリンに由来するものが作られたという記述は見られないため、エルフに愛されたテルペリオンとは異なり、ラウレリンに似せて創造された命あるものは中つ国にもアルダのどこにも無いという仮説を立てることも可能である。しかし創作物としては、中つ国へと渡ったノルドールの城塞都市ゴンドリンに、王トゥアゴン自身がラウレリンを模して作ったグリンガル（「懸垂の炎」の意）がある。

## 物語における重要性
ヴァルダが中つ国のエルフのために二つの木から集めた雫を天空にまいて星々を創り出したとき、二つの木はまだ健在だった。オロメがエルフたちにアマンへの渡航を促すため3人のエルフを使節として選びヴァリノールに連れて行った際に、エルフたちが最も感動したのは二つの木であったと思われる。とりわけシンゴルはメリアンに出会う以前は、ヴァリノールの光を再び見たいという欲求を動機として大いなる旅を続けたといわれている。また二つの木の光は、後にエルフを光を見たカラクウェンディと光を見ることなく中つ国に留まったモリクウェンディを分ける基準となっており、作中では前者が後者より優れるという描写が様々な形で為されている。
第一紀ではその歴史全体において、汚れなき二つの木の光を内に宿す唯一の存在であるシルマリルを所有したいという者たちの欲望に強い影響を与えている様子が描かれている。第二紀と第三紀ではテルペリオンに由来するヌーメノールとゴンドールの白の木が両王国の象徴とされ、またドゥーネダインとエルフとの古くからの結びつきを思い起こさせるものとして描かれている。しかし白の木と両王国の関係はより深いものかもしれない。なぜなら白の木の破壊もしくは枯死は必ず王国の存続に関わる問題と結びついており、より強い神秘的な絆の存在をうかがわせるからである。

## 異名
テルペリオンはシルピオン(Silpion)やニンクウェローテ(Ninquelótë)と、ラウレリンはマリナルダ(Malinalda)やクルーリエン(Culúrien)とも呼ばれていたという。（『シルマリルの物語』参照）。トールキンが書き残した初期のテルペリオンの名前はシルピオン(Silpion)、バンシル(Bansil)、ベルシル(Belthil)であった（『中つ国の歴史』参照）。